# Karoo-Hauptbecken

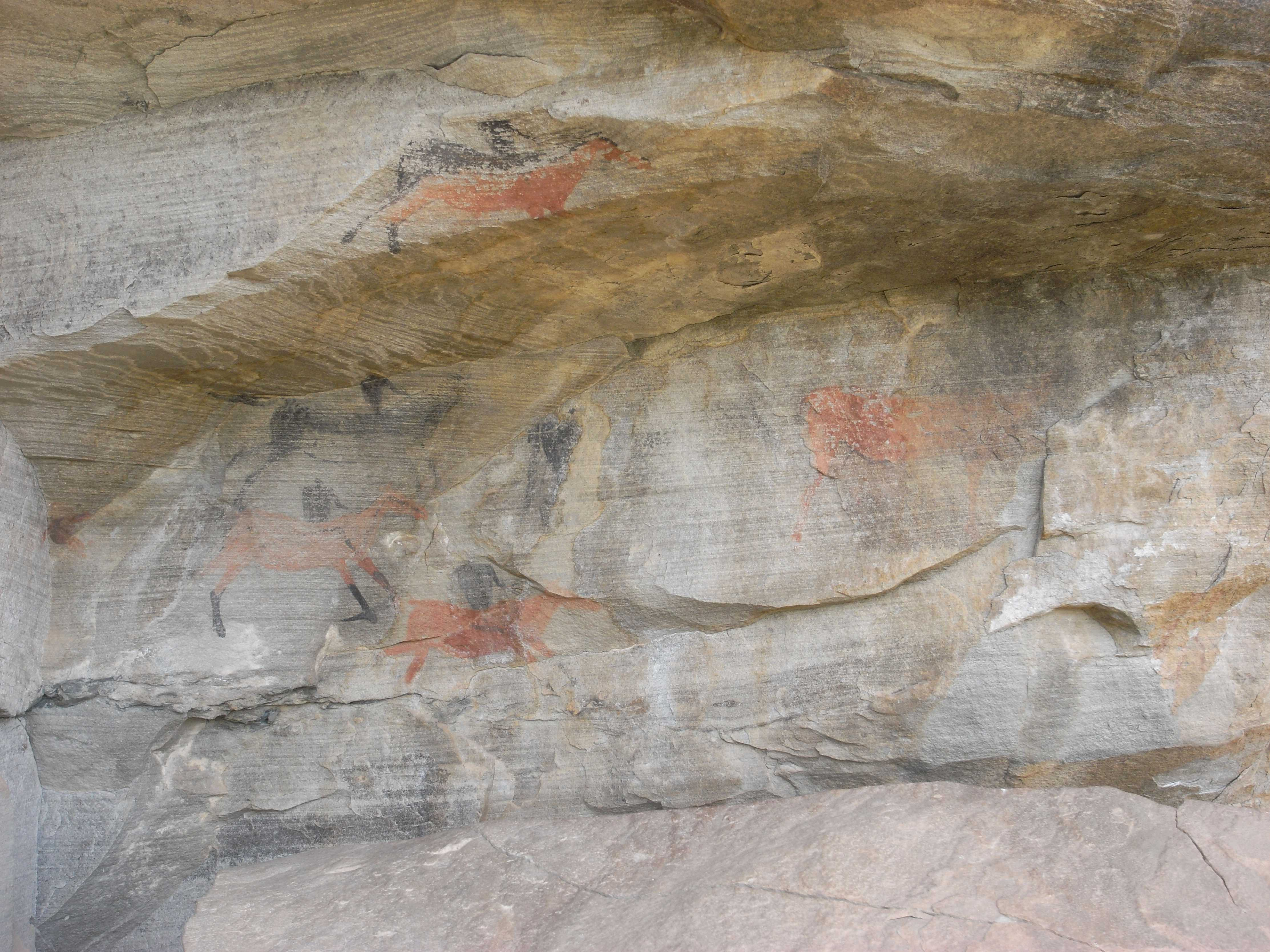
Karoo-Sediment (dichter Sandstein) mit Felszeichnungen der San in den grasslands der Amathole-Berge, Südafrika.

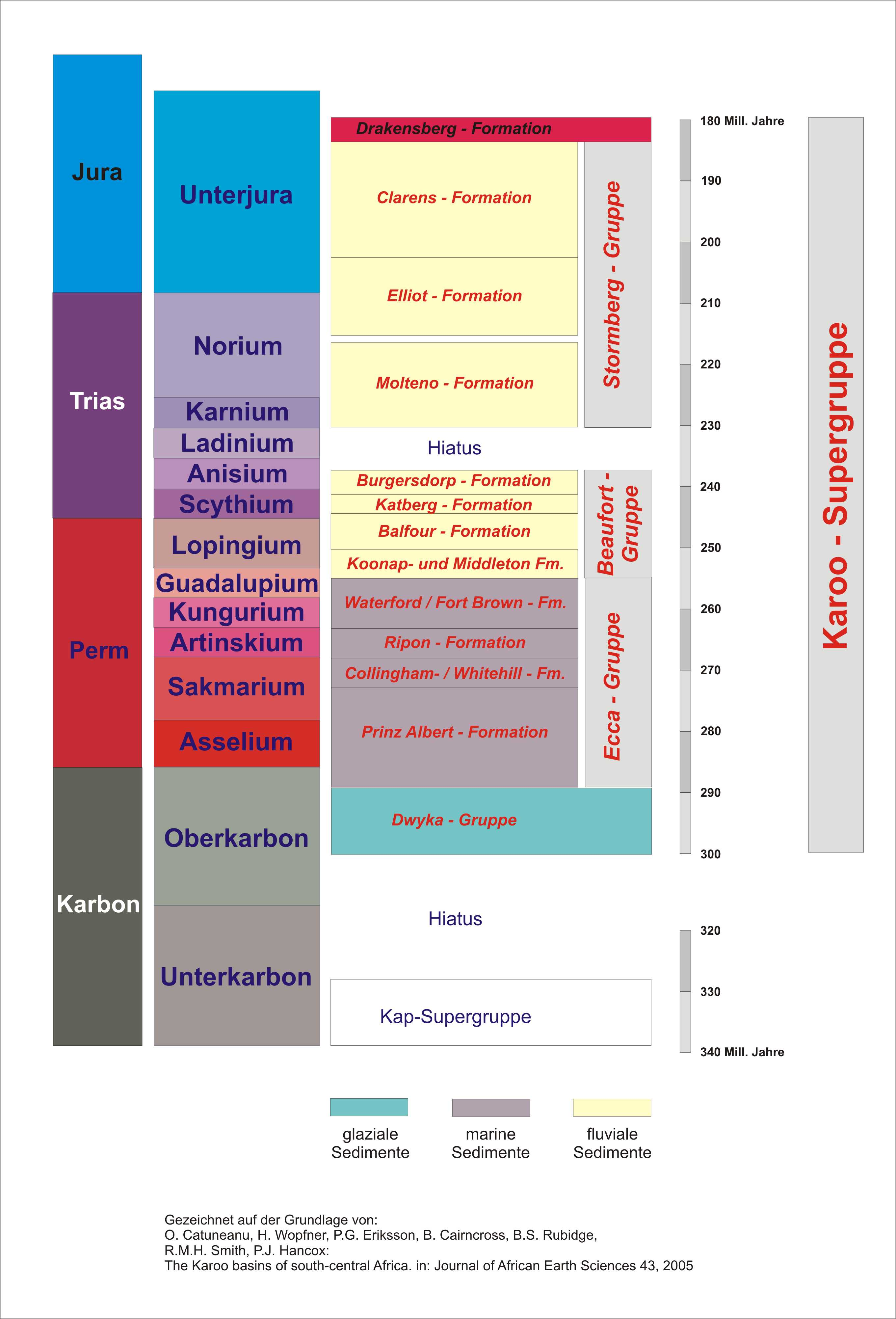
Stratigraphische Gliederung des Karoo-Hauptbeckens

Das Karoo-Hauptbecken (in älterer Literatur auch Karoo-System) bildet einen bedeutenden Teil des geologischen Aufbaus im südlichen Afrika und besteht hauptsächlich aus Sedimenten. Seine Landschaftsformen sind heute sehr differenziert. Das Karoo-Hauptbecken ist eine sehr große Struktureinheit innerhalb der Karoo-Supergruppe.

## Begriffsbestimmung
Das Wort „Karoo“ (ursprünglich kurú) entstammt der Sprache der Khoi Khoi und bedeutet „trocken“. Derselbe Begriff findet auch auf den Nationalpark und den ihn umgebenden Landschaftsraum Anwendung.
Abgeleitet von der südafrikanischen Karoo-Landschaft hat der Begriff Eingang in die Geowissenschaften gefunden. Er bezeichnet Sedimentabfolgen, die zuerst in der südafrikanischen Karoo-Landschaft erforscht worden sind. Eine maßgebliche Rolle nahmen hierzu im 19. und 20. Jahrhundert Geologen der Rhodes-Universität ein. Spektakuläre Fossilienfunde in der Nähe von Grahamstown, beginnend mit den Arbeiten von Andrew Geddes Bain, lenkten weltweite Aufmerksamkeit auf diese Region.

Im Jahr 1867 veröffentlichte der britische Geologe und Paläontologe Thomas Rupert Jones einen Beitrag mit dem Titel Synopsis of the Karoo Beds, der im Journal der Geological Society of London erschien. Dieser Aufsatz zählt zu den frühesten Überblicksdarstellungen von diesem Gebiet. Ein bekannter Fossiliensammler im Karoo war James Kitching.

## Ausdehnung
Das Karoo-Hauptbecken geht in seiner Ausdehnung weit über die Landschaft Karoo hinaus und umfasst im südlichen Afrika eine Fläche von etwa 1,56 Mio. Quadratkilometern. Vorrangig handelt es sich dabei um die Staatsgebiete von Südafrika, Lesotho und Eswatini. Weitere Ausläufer des Systems reichen bis an die Grenze Mosambiks und an den Limpopo-Fluss im Norden Südafrikas. Von Botswana sowie aus dem östlichen bzw. zentralen Namibia greifen einzelne Teile von benachbarten Karoo-Strukturen auf das Gebiet Südafrikas über.
Seine maximale Längenausdehnung in Südafrika beträgt 1300 Kilometer, und seine größte Breite erreicht es zwischen Kimberley und East London mit etwa 590 Kilometern. An Landschaftsformen ist das Karoo-Hauptbecken außerordentlich vielfältig. Es gibt flache Ebenen, Hügellandschaften, mittleres Bergland mit ausgeprägten Höhenstufen und Hochgebirgsstrukturen. Flüsse bilden flache mäandrierende Täler oder tief eingeschnittene Canyons.
Für das Gesamtverständnis ist es wichtig darauf hinzuweisen, dass die Karoo-Sedimente sich bereits von der afrikanischen Äquatorregion großflächig in südliche Richtung erstrecken und einzelne Sequenzen dieser geologischen Einheit auch nördlich des Äquators in Gabun und im Sudan erkennbar sind. Im kontinentalen Zusammenhang trägt die Gesamtheit dieser Sedimentablagerungen den Namen Karoo-Supergruppe (Karoo Supergroup).

Die folgenden Erläuterungen beschränken sich auf den geographischen Bereich des südlichen Afrikas, also auf die Staaten Südafrika, Lesotho und Eswatini, das so genannte Karoo-Hauptbecken, am Rande auch auf Namibia und Botswana.

## Entwicklung, geologischer Aufbau
Die Karoo-Supergruppe setzt sich hauptsächlich aus Sedimentabfolgen zusammen, die sich im Karbon, Perm und in der Trias bildeten. Ihren Abschluss findet die Karoo-Zeit in den mesozoischen Ablagerungen des Jura. Zu dieser Zeit kam es noch einmal zur Ausbildung von ausgedehnten und mächtigen Lavaaustritten, die in Südafrika das Gesicht des Karoo-Hauptbeckens prägen. Insgesamt dauerten die Sedimentationsprozesse weit über 100 Millionen Jahre an und erzeugten in einzelnen Fällen eine Schichtenaufbau mit einer Mächtigkeit von über 10 Kilometern.
An seinen äußeren Rändern wird das Karoo-Hauptbecken mehrfach von älteren Gesteinen begrenzt. Beispiele dafür sind der Grünstein-Komplex in der Barberton-Region und der Bushveld-Komplex nordwestlich von Johannesburg.
Die Entstehung des Karoo-Hauptbeckens, wie auch der Karoo-Supergruppe, beruht auf wechselseitig wirkenden tektonischen und klimatischen Vorgängen. Im Oberdevon bis ins Oberkarbon verbanden sich der Südkontinent Gondwana mit dem Nordkontinent Laurussia und dem Asienkontinent zum erdgeschichtlich letzten Superkontinent Pangaea. Entlang der Ränder des damaligen Panthalassa- und des Tethysozeans entstanden vor den Küsten Gondwanas durch Subduktion, Anschwemmungen und Ablagerungen sowie Gebirgsbildungen die Grundlagen für die späteren Karoo-Strukturen, beispielsweise die Cape Supergroup zwischen Cape Town und Port Elizabeth.
Der Beginn der Sedimentationsprozesse in der Karoo-Supergruppe liegt im nachfolgenden obersten Karbon, also vor etwa 300 Mio. Jahren, als auf dem Pangaea-Kontinent eine starke Inlandsvereisung bestand, die erhebliche Geröllablagerungen erzeugte (Dwyka-Gruppe). Es folgten neben tektonischen Einflüssen klimatische Schwankungen von kalten und halbtrockenen zu warmen und heißen Perioden mit wechselnden Niederschlagsphasen. In diesem Zeitabschnitt existierten auf dem Kontinent große Binnenseen, die in ihren Becken ausgedehnte Sedimente hinterließen. Die klimatischen Amplituden wirkten sich unmittelbar auf den Umfang der Ablagerungen in Pangaea aus, und es bestand zeitweilig Kontakt zum offenen Ozean.

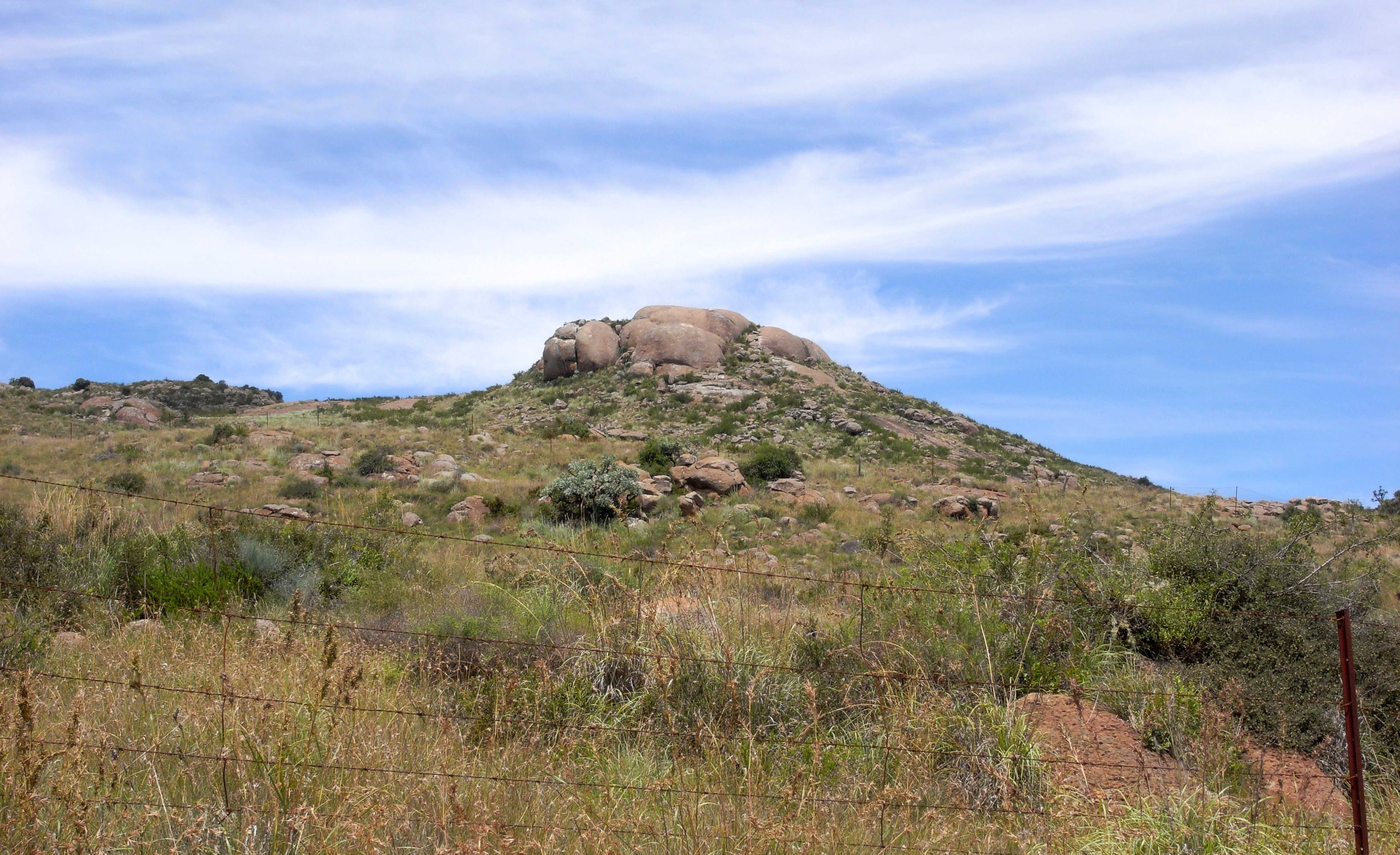
Austritt von magmatischem Gestein in den Amathole-Bergen (Eastern Cape)

Das Zerbrechen Pangaeas und damit auch des ehemaligen Kontinents Gondwana führte am Ende des Jura und zu Beginn der Kreidezeit zu starken tektonischen Aktivitäten mit einhergehendem Vulkanismus. In seinem Verlauf schuf er im Bereich der heutigen Provinz Eastern Cape umfangreiche Durchdringungen der Karoo-Sedimente mit basaltischen Massen, vorrangig als Dolerit. Auf diese Weise entstanden kuppenförmige Magmenaustritte, horizontale Intrusionen zwischen einzelnen Sedimentschichten und sich kreuzende Austrittsspalten (Dykes), wie sie in den Amathole-Bergen gut zu beobachten sind. In den Drakensbergen erreichen die Basaltmassen des Karoo-Hauptbeckens ihren größten Umfang und bilden dessen jüngste lithostratigraphische Einheit. Die Gesamtheit der Basaltmassen wird wegen ihrer enormen Ausdehnung und geologisch vergleichsweise raschen Entstehung in die Gruppe der Magmatischen Großprovinzen eingeordnet.
Die Schichten des Karoo-Hauptbeckens in Südafrika haben eine sehr geringe Neigung, das Einfallen der Schichtung ist nach Nordwesten, Norden und Osten gerichtet. An ihrem Rand im Südwesten und Süden ist der Schichtaufbau abgestuft und gefaltet. Dort treten sie mit der Faltungszone des Kap-Faltengürtels (Cape Fold Belt) in Kontakt.
Mit der Erforschung des Karoo-Hauptbeckens unterteilte man es in die nachfolgend geschilderten Gruppen. Die Gruppennamen leiten sich von den Plätzen und Regionen ab, die bei ihrer Entdeckung bzw. geologischen Erforschung eine wichtige Rolle spielten. Die Reihenfolge der nachfolgenden Einzeldarstellung geht von jung nach alt.

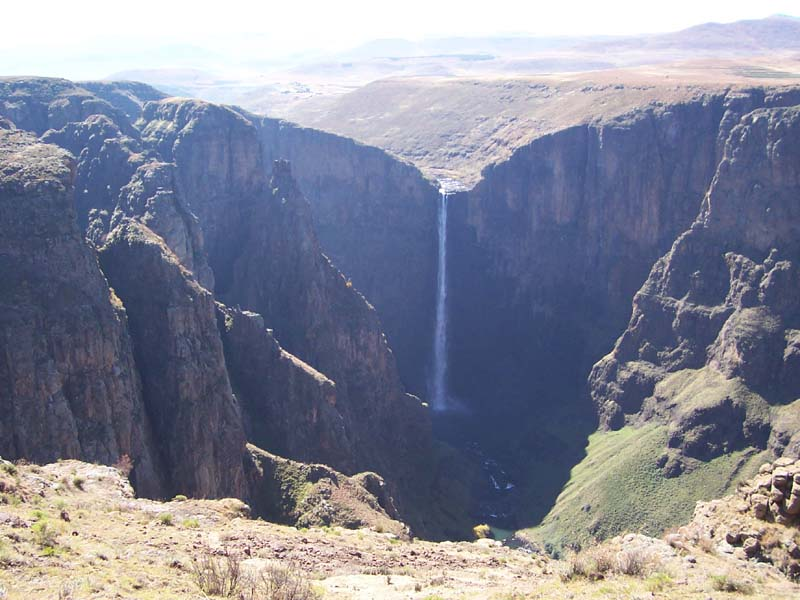
Der Maletsunyane-Wasserfall in den Drakensberg-Basalten

### Drakensberg-Gruppe (Drakensberg Group)
Dieser jüngste und damit abschließende Teil der Karoo-Supergruppe ist stark von Basaltgesteinen geprägt und weist nur wenige, geringmächtige Sandsteinschichten auf. Dieses Magmatische Ereignis währte nur einige Millionen Jahre und repräsentiert daher nur einen relativ kurzen Zeitabschnitt in der Geschichte des Karoo-Hauptbeckens. Die Drakensberg-Basalte sind auf ein Alter von etwa 180 Millionen Jahre datiert worden und fallen daher chronostratigraphisch in die Jura-Zeit.
Die Lavaergüsse dieser Epoche zählen zu den größten vulkanischen Ereignissen der Erdgeschichte. Die Fortsetzung dieser Basalte finden sich aufgrund der Kontinentaldrift heute in Patagonien und den Falklandinseln sowie in Tasmanien und in Teilen der Antarktis. Da die Lavadecken deutlich erosionsresistenter sind als die älteren Sedimentgesteine, die sie unterlagern, bilden sie heute die Gipfel der Drakensberge.
In älterer geowissenschaftlicher Literatur werden die Drakensberg-Basalte noch als Subgruppe der Stormberg-Gruppe betrachtet. Nach neueren Auffassungen stellen sie eine eigenständige lithostratigraphische Einheit dar.

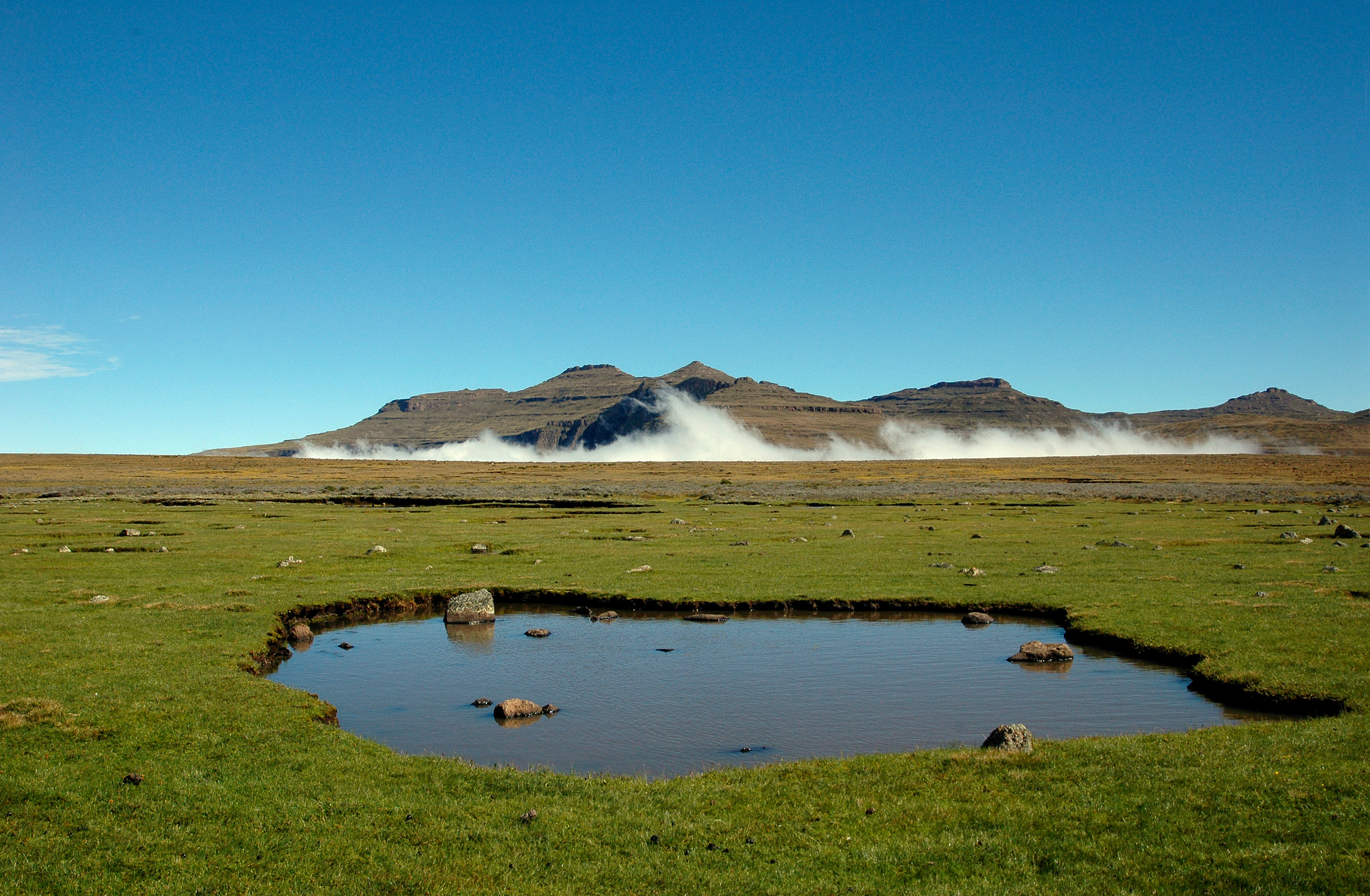
Berggruppe östlich vom Sani-Pass mit Sedimentabfolgen aus der Stormberg-Gruppe

### Stormberg-Gruppe (Stormberg Group)
Diese Gruppe wird von Sandsteinen dominiert und zählt ebenfalls zu den jüngsten Abschnitten im Karoo-Hauptbecken. Den Namen erhielt sie vom Stormberg-Massiv südlich der Stadt Aliwal North. Ihre Entstehung erstreckt sich von der mittleren Trias bis in den Jura (230–183 Mio. Jahre). Sie tritt hauptsächlich in den Vorgebirgszonen von Lesotho und der südafrikanischen Provinz KwaZulu-Natal auf.

In der Elliot-Formation fand man 12 Meter lange Dinosaurierskelette (Melanorosaurus). Der Name leitet sich von der Kleinstadt Elliot ab. Zur Stormberg-Gruppe gehört weiterhin die Molteno- und Clarens-Formation. Molteno ist eine Ortschaft im Stormberg-Massiv und Clarens eine Siedlung am Nordrand der Drakensberge.

### Beaufort-Gruppe (Beaufort Group)

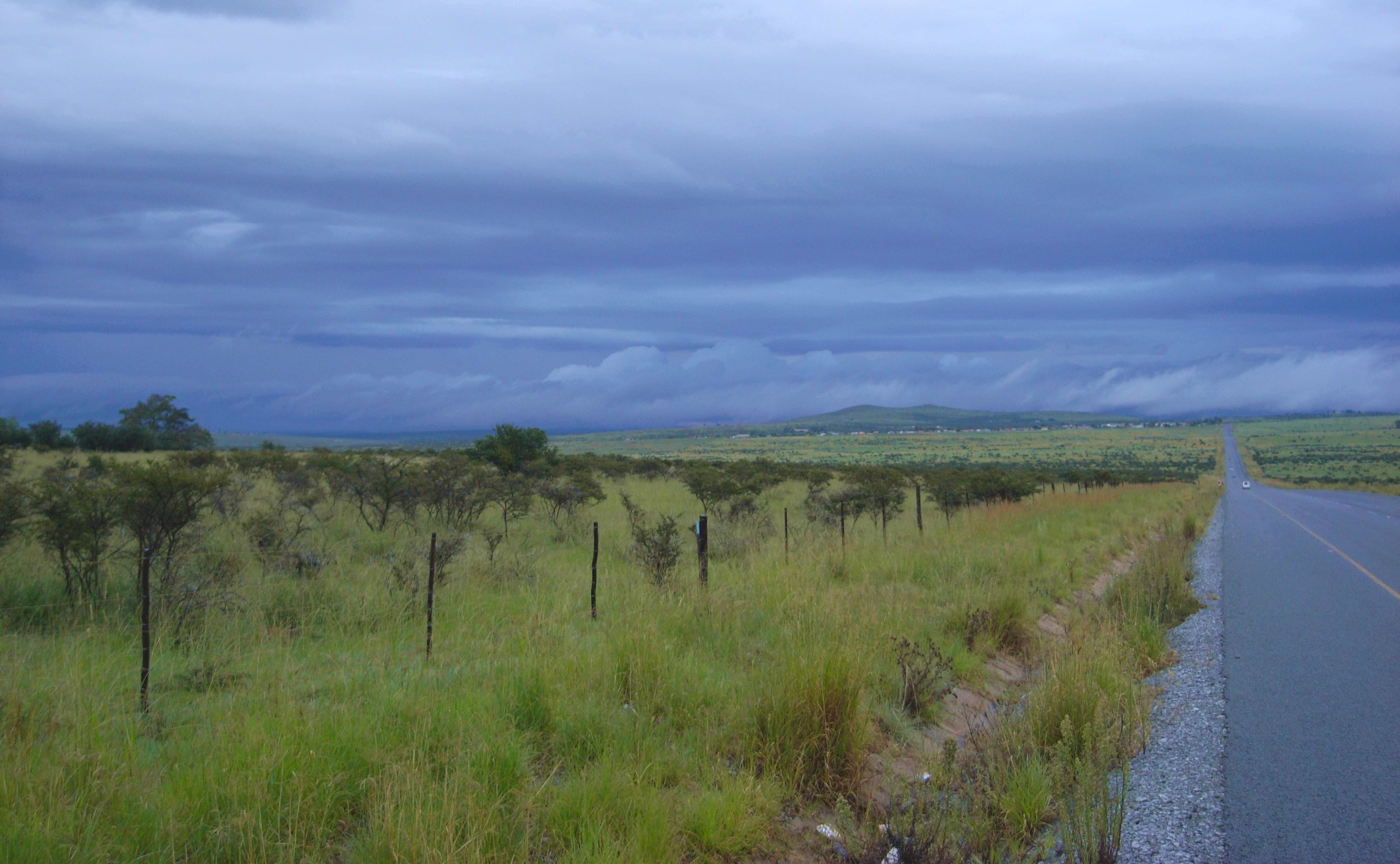
Ebene mit Sedimenten des oberen Perms (Beaufort-Gruppe)

Die erste Beschreibung der Gruppe geht auf den britischen Geologen Thomas Rupert Jones (* 1819 in Cheapside; † 1911 in Chesham) zurück, der um 1867 die Sedimentschichten bei Beaufort West untersuchte. Ihre Entstehungszeit liegt zwischen dem späten Perm und der mittleren Trias (255–237 Mio. Jahre).
Typische Gesteine dieser Gruppe sind Sandsteine und Pelite (engl. mudstone) auf. In der Landschaft ist ihr Schichtenaufbau oft gut zu beobachten, und sie prägen auf diese Weise das Relief der jeweiligen Regionen. Besonders auffallend sind die Doleritintrusionen und -kuppen im Amatholegebirge zwischen Alice, King William’s Town und Cathcart. Eine weitere markante Landschaftsform der Beaufort-Gruppe sind weit gestreckte Ebenen mit nur gering ausgeprägter Welligkeit.
Die Sedimentabfolgen der Beaufort-Gruppe weisen eine besondere Witterungsanfälligkeit auf. Unter diesen Umständen brechen sie leicht auf und bilden nur geringmächtige Böden aus Sanden und Schluffen. Eine intensive Bodennutzung in ländlichen Gebieten verstärkt in besonderer Weise diese Entwicklung. Infolge jener Prozesse kommt es in zahlreichen Gebieten zur so genannten Gully-Bildung. Durch die Bodenerosion werden wertvolle Ökosysteme und landwirtschaftliche Flächen zerstört. Zusätzlich belastet der durch Oberflächenwasser hinweggespülte Boden die Fließgewässer mit großen Mengen an mineralischen Schwebstoffeinträgen, die Staudämme und andere wasserwirtschaftliche Anlagen funktionsunfähig machen können.
Wichtige aufgefundene fossile Reptilienarten in dieser Gruppe sind Cistecephalus (Dicynodontia), Cynognathus, Eodicynodon, Lystrosaurus, Pristerognathus, Procolophon, Tapinocephalus und Tropidostoma.

### Ecca-Gruppe (Ecca Group)
Die Ecca-Gruppe ist die zweitälteste Einheit der Karoo-Supergruppe. Ihren Namen erhielt sie vom Ecca-Pass in der Nähe von Grahamstown, wo sich ihr Typus-Profil befindet. Der Zeitraum ihrer Ablagerung fällt im Wesentlichen in das untere Perm (ca. 290–260 Mio. Jahre). Ihr Ausbiss säumt den gesamten Karoo-Kernbereich mit den Sedimenten der Beaufort- und Stormberg-Gruppe. Entlang des südlichen Randes des Karoo-Beckens haben die Ecca-Sedimente direkten Kontakt zur angrenzenden Faltungszone der Kapregion (Cape Fold Belt).
Die wichtigsten Gesteine sind bläuliche bis grünliche Tonsteine und feinkörnige Konglomerate. Vereinzelt sind Sandsteine eingeschaltet. Südlich von Aberdeen sind die Ecca-Schichten eher sandig und Siltsteine und Tonsteinen kommen eher untergeordnet vor. Zudem sind dort linsenförmige Kalksteine eingeschaltet. In dieser südlichen Zone sind die Sandsteine hart, von dunkler, fleckiger Farbe und mittel- bis feinkörnig ausgebildet und enthalten Feldspate. Im Norden des Karoo-Hauptbeckens, im Highveld, finden sich Kohleflöze in den mittleren Schichten (dort: Vryheid-Formation) der Ecca-Gruppe.
In dieser Gruppe treten häufiger Pflanzenfossilien auf (Gangamopteris, Glossopteris, Phyllotheca).

### Dwyka-Gruppe (Dwyka Group)
Die Dwyka-Gruppe ist der älteste Abschnitt vom Karoo-Hauptbecken und bildete sich im oberen Karbon (ca. 300–290 Mio. Jahre). Sie tritt vor allem im Nordwesten, Westen und Süden als zusammenhängender Teil auf. Ferner finden sich schmale Zonen in KwaZulu-Natal, inselförmige Einheiten östlich von Pretoria und im östlichen Teil von Namibia und der südafrikanischen Kalahari. Ihr Name leitet sich vom Dwyka River bzw. der Siedlung Dwyka in der südlichen Karoo ab. Südlich der Streusiedlung durchschneidet der Canyon mehrfach diese Sedimente.
Das markanteste Gestein der Dwyka-Gruppe ist der Dwyka-Tillit (auch Dwykakonglomerat genannt), ein dichter blaugrauer körniger Tonstein mit Geschiebe und kleinerem Geröll verschiedener Ursprungsgesteine. Er entstand aus den eiszeitlichen Geröllen während der permokarbonischen Inlandsvereisung auf dem Gondwanakontinent. Neben den Tilliten finden sich Siltsteine und Quarzite.
Zu den hier auftretenden wichtigen Fossilien zählen Fische (Palaeoniscus), Krustentiere (Pygocephalus, Anthrapalaemon) und Pflanzen (Lepidodendron). In Namibia fand man Stachelhäuter und marine Mollusken. Nur sehr vereinzelt kommen verkieselte Baumstämme vor, die durch große Wassermassen bei der Gletscherschmelze hinweggerissen und andernorts abgelagert wurden.

## Nutzbare Rohstoffe

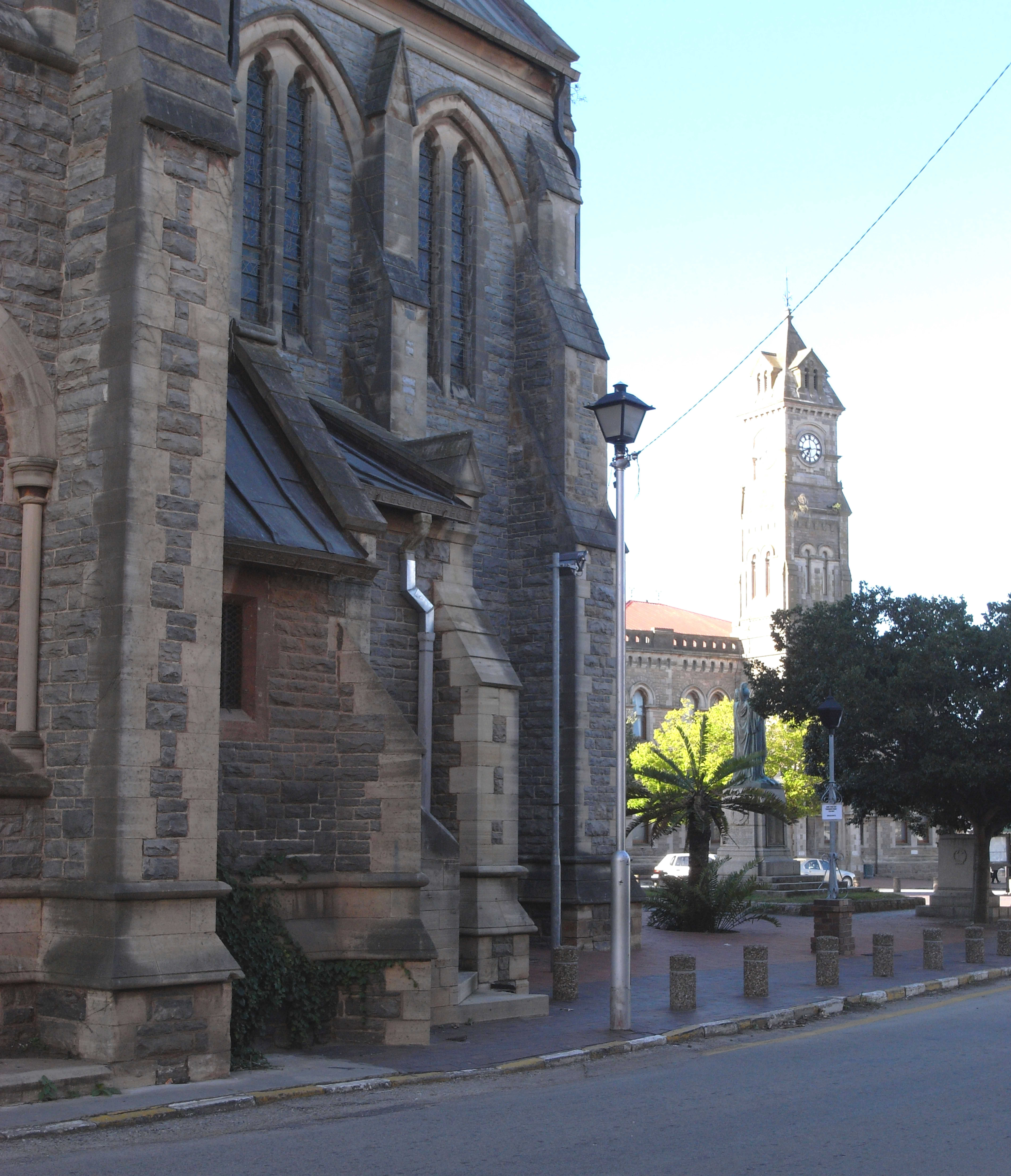
Bischofskathedrale in Grahamstown

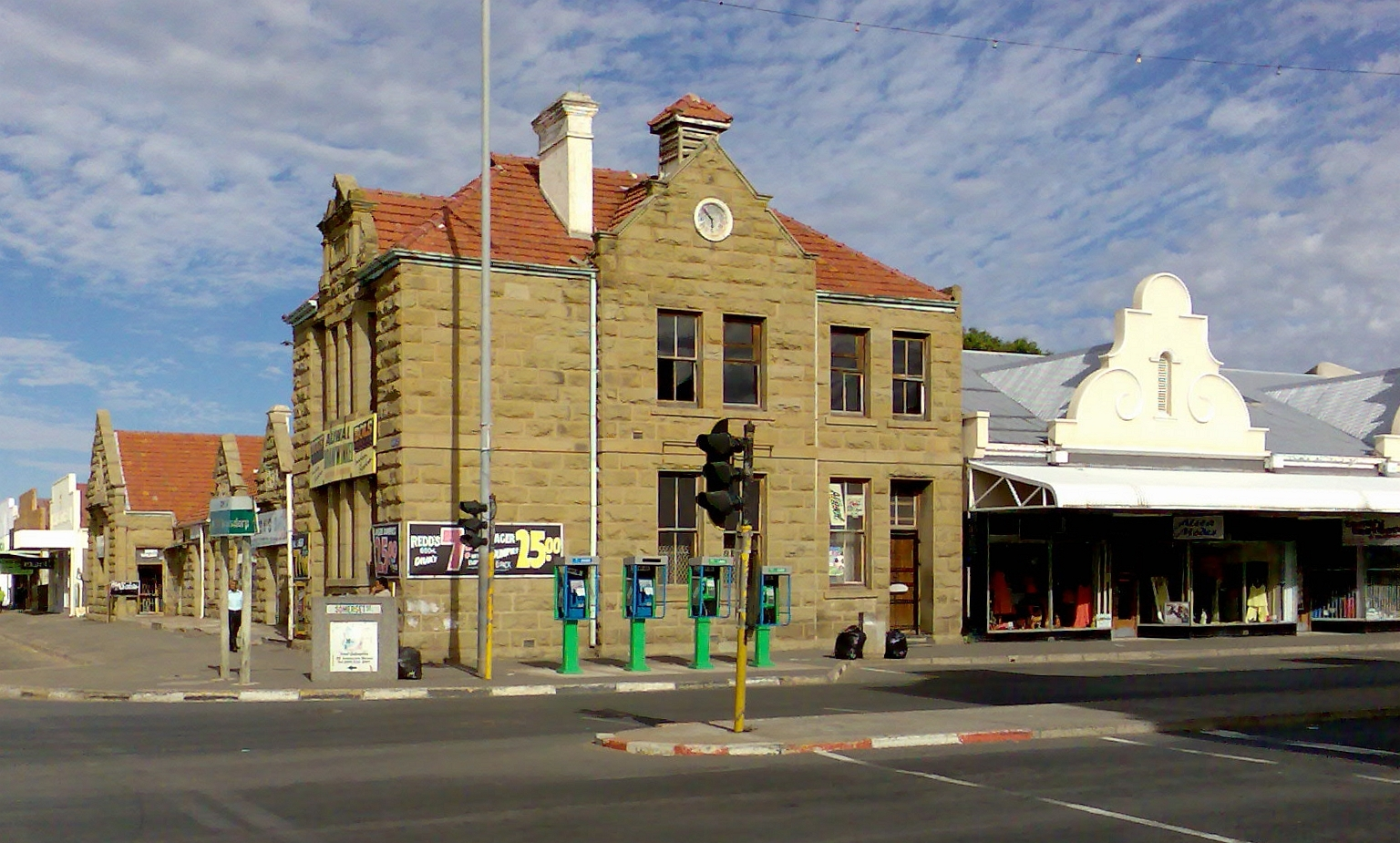
Sandsteingebäude in Aliwal North

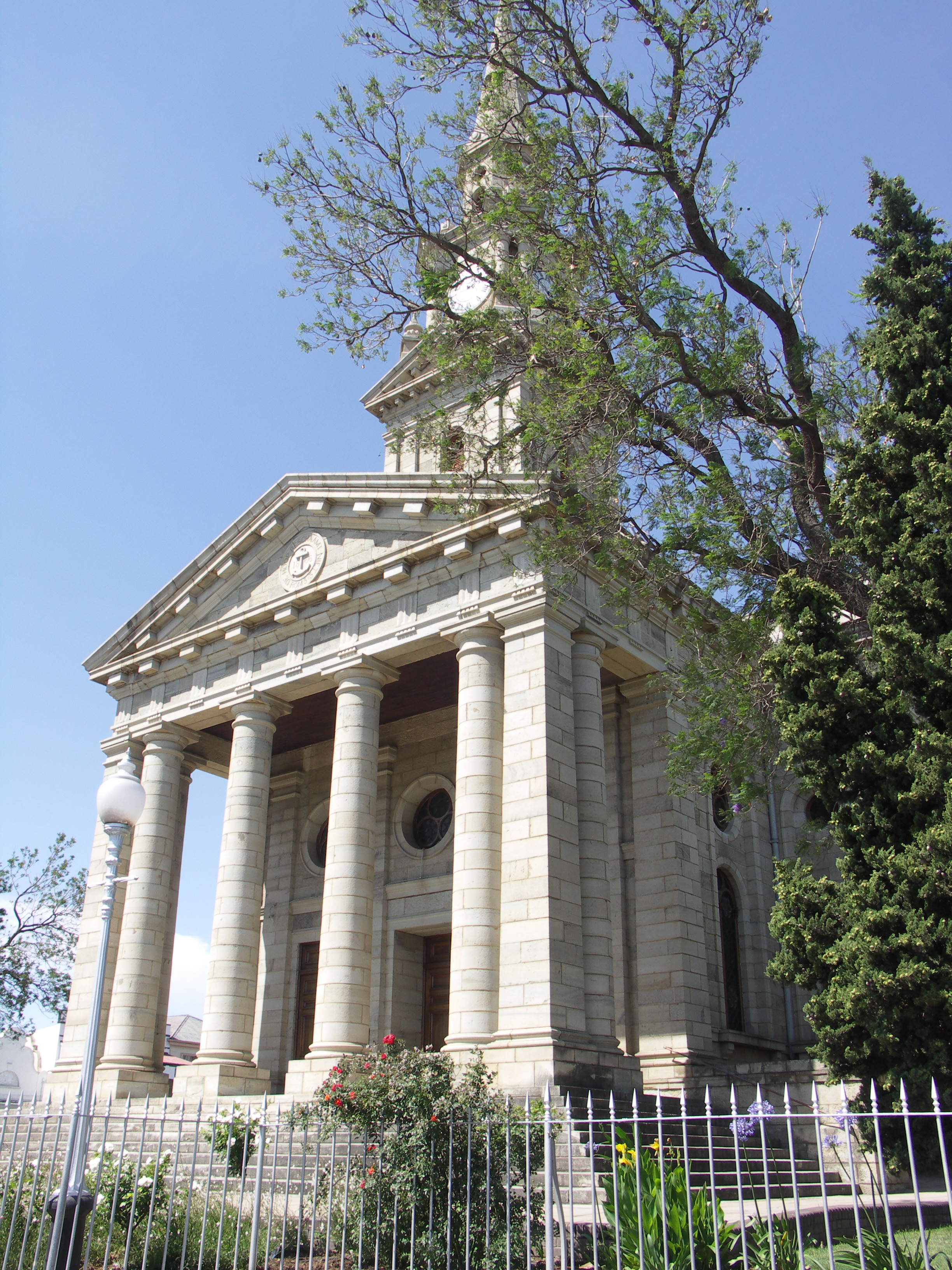
Kirchenbau in Cradock aus Karoo-Sandstein

Das Karoo-Hauptbecken bietet relativ wenig gewinnbare Rohstoffe. Besonders fehlen ihm maßgebliche Erzlagerstätten.

### Kohle
Südafrika ist der sechstgrößte Weltproduzent von Kohle und verfügt über verschiedene Qualitäten von Kohle. Es stehen Braunkohle und Steinkohle zur Verfügung. In geringen Mengen ist auch Anthrazit vorhanden. Kohlelagerstätten sind in der Region östlich von Johannesburg (Provinz Mpumalanga) in großer Ausdehnung vorhanden, die 83 Prozent der Kohlevorräte in Südafrika ausmachen. In deren nördlichen Sektoren wird die Kohle abgebaut. Weitere Lagerstätten gibt es in den Provinzen Free State, Limpopo, KwaZulu-Natal und im Eastern Cape. Sie werden aber nur teilweise industriell gefördert.
Die Entdeckung der Kohlelagerstätten durch europäische Einwanderer wird auf den Beginn des 18. Jahrhunderts datiert und lag bei Franschhoek, eine bergbauliche Gewinnung ist jedoch erst ab 1864 bei Molteno nachgewiesen. Die einheimische Bevölkerung soll aber, bereits vor der Besiedlung durch Europäer, Kohle in geringem Umfang gewonnen haben.

### Naturwerksteine
Die am meisten für Bau- und Dekorationszwecke gewonnene Naturwerksteine aus dem Karoo-Hauptbecken sind Sandsteine mit vielseitiger Gesteinsausbildung. Besonders architekturprägend sind sie beispielsweise in den Städten Aliwal North, Queenstown, Cradock, Graaff-Reinet und Grahamstown vertreten.

Intrusive Gesteine, wie die Dolerite im Eastern Cape, nutzt man nur untergeordnet als Bruchsteine im ländlichen Hausbau, zur Gartengestaltung oder im Straßenbau (schweres Mauerwerk). Deren hohe Festigkeit erschwert ihre Verarbeitung.
Aus einer isoliert liegenden Sedimentabfolge der Clarens-Formation (Stormberg-Gruppe) in der Northern Provinz kommt der international bekannte Sandstein Naboomspruit. Erwähnenswert sind auch zahlreiche Sandsteinabbaustellen in den westlichen Landesteilen von Lesotho, die preiswerte Mauersteine für den landesinneren und südafrikanischen Markt liefern.
Am nördlichen Rand des Systems, westlich und östlich von Pretoria, gewinnt man magmatische Gesteine, wie Gabbros und Granite. Von diesen Abbauorten stammen die weltweit bekannten Handelssorten Belfast Black und Nero Impala sowie African Red.